# Незабавни съобщения
Чат програмите (на английски: Instant Messaging (IM) software, букв. софтуер за мигновени/незабавни съобщения) е обобщено название на системи за размяна на текстови съобщения между подател и получател. Потребителските съобщения се пренасят през компютърна мрежа като например интернет. По-новите методи позволяват подобрен режим на комуникация, например аудио или видео разговор, изпращане на снимки, емоджита, хипервръзки към средства за масова информация.
Исторически ерата на приложенията за незабавни съобщения започва през 90-те години с ICQ, вдъхновено от текстовите съобщения на мобилните телефони и съществуваите системи за чат IRC. Впоследствие се появяват и други системи като MSN Messenger, Yahoo Messenger и др.
Ранните приложения са достъпни на персонални компютри. С появата на смартфоните, приложенията за незабавни съобщения навлизат и в мобилния свят, като повечето съвременни системи поддържат версии и за двете платформи.
Голям принос за развитието и популяризирането на приложения за незабавни съобщения изиграва появата на Skype с неговата функция за качествени видео-разговори.
Появата на социалните мрежи (Facebook) и и интегрирането на чат в тях също изиграва роля в популяризирането на незабавни съобщения.
По време на пандемията от Ковид-19, употребата на системи за незабавни съобщения и видео-конференции придобива още по-голяма популярност и става ежедневна практика в целия свят.